# Hainstraße (Leipzig)
Die Hainstraße ist eine Anliegerstraße im Nordwesten der Innenstadt von Leipzig. Sie beginnt in der Nordwestecke des Marktes und führt nahezu geradlinig mit einem leichten Ausschwingen nach links in nordnordwestlicher Richtung kreuzungsfrei bis zum Brühl.

## Geschichte
Die Hainstraße gehört zu den ältesten Straßen der Stadt. Bereits im Mittelalter führte durch sie die Fernhandelsstraße Via Imperii, die sich am nördlichen Ende mit der Via Regia kreuzte. Als nach 1100 die Via Imperii in die Reichsstraße verlegt worden war, wurde die heutige Hainstraße zur Hauptstraße des nordwestlichen, des Rannischen Viertels der Stadt. 1390 wurde die Straße erstmals namentlich erwähnt als Ranstädter Straße, da man durch das nahe ihrem Ende gelegene Ranstädter Tor über die Via Regia Ranstädt (heute Markranstädt) erreichte. Ab dem 15. Jahrhundert setzte sich über Hagen-, Heun- und Hoyn-Straße schließlich der heutige Name durch, welcher Bezug auf das nordwestlich der Altstadt liegende Rosental als Hain nimmt.
Die heutige Gestalt der Straße wird vor allem von Häusern aus dem 16. bis 19. Jahrhundert geprägt, was für Leipziger Straßen in dieser Geschlossenheit eine Seltenheit darstellt. Da die Grundstücke schmal waren und Fuhrwerke  im Hof nicht wenden konnten, reichten die Handelshöfe oft bis zur nächsten Straße. Später entstanden daraus Passagen oder Durchgänge. Die Hainstraße besitzt mit sechs die meisten Objekte dieser Art in Leipzig. Im 20. Jahrhundert entwickelte sich die Hainstraße zu einer der wesentlichsten Einkaufsstraßen der Stadt mit Läden in fast jedem Haus.

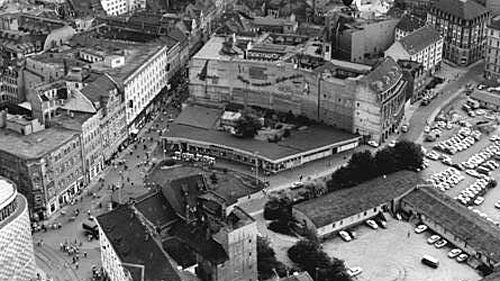
Bebauung zwischen nördlicher Hainstraße und Großer Fleischergasse 1977 mit dem Flachbau der Hainspitze (Bildmitte)

Im Zweiten Weltkrieg wurden die Gebäude am nordwestlichen Ende total zerstört und weitere schwer beschädigt. Auf der Freifläche der Totalzerstörung bis zum Brühl wurde um 1960 ein großer Flachbau mit einem Textil- und einem Schreibwarengeschäft eröffnet. Trotz verfallender Bausubstanz blieb die Hainstraße während der DDR-Zeit ein beliebter Einkaufsort.
Nach der Wende mussten aus verschiedenen Gründen zahlreiche Geschäfte schließen. Eine Belebung trat erst wieder nach der umfassenden Sanierung der Straße in den Jahren 1996–1999 ein, bei der viele historische Gebäude ihren alten Glanz wiedererhielten, zum Teil mit einem Neubau hinter der historischen Fassade. 2016 wurde auf dem Gelände von Flachbau und Freifläche das Geschäftshaus Hainspitze eröffnet.

## Bebauung
Die Bebauung der Hainstraße beginnt auf der westlichen Seite mit Barthels Hof (Nr. 1), einem typischen Messe-Durchgangshof mit einer Passage zur Kleinen Fleischergasse Nr. 2. Der folgende Webers Hof (Nr. 3) wiederum hat einen Passageanschluss zu Barthels Hof. Im Haus Nr. 5/7 beginnt die Passage Kleines Joachimsthal, die über mehrere Lichthöfe nach der Kleinen Fleischergasse 8 führt und seit dem Krieg bis zu ihrer Rekonstruktion 2012 nicht passierbar war. In der Adler-Apotheke (Nr. 9), die seit über 300 Jahren an der gleichen Stelle existiert, setzte 1841/1842 Theodor Fontane (1819–1898) seine Apothekerausbildung fort. Das rechte Nachbargebäude zur Apotheke, Zum Grauen Wolf (Nr. 11, Bauzeit 1909/10), hat seinen Namen von einem seit dem 16. Jahrhundert existierenden Gasthof übernommen.  Der Jägerhof (Nr. 17/19) ist wiederum eine Passage zur Großen Fleischergasse 11/13. Seit 1915 befand sich im hinteren Teil das Kino U.T. Hainstraße. Heute betreiben die Passage-Kinos hier fünf Kinosäle. Die bis zum Brühl reichende Hainspitze (Nr. 27–29) steht auf den Grundstücken der kriegszerstörten Häuser Goldener Elefant und Bärmanns Hof, beide bis zur großen Fleischergasse reichend, sowie der Großen Tuchhalle von 1837.

Bauten an der Hainstraße
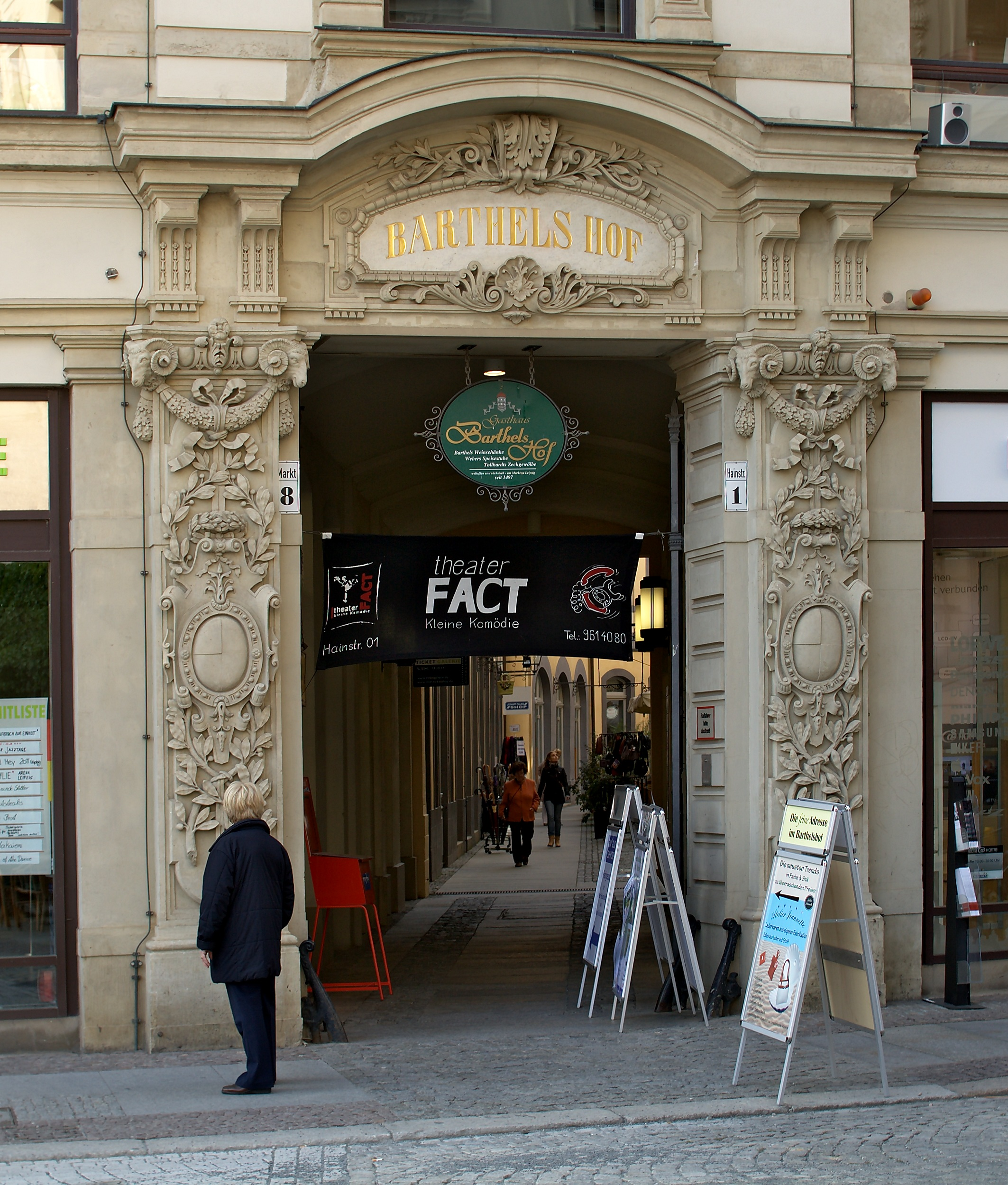
Eingang Barthels Hof (2010)
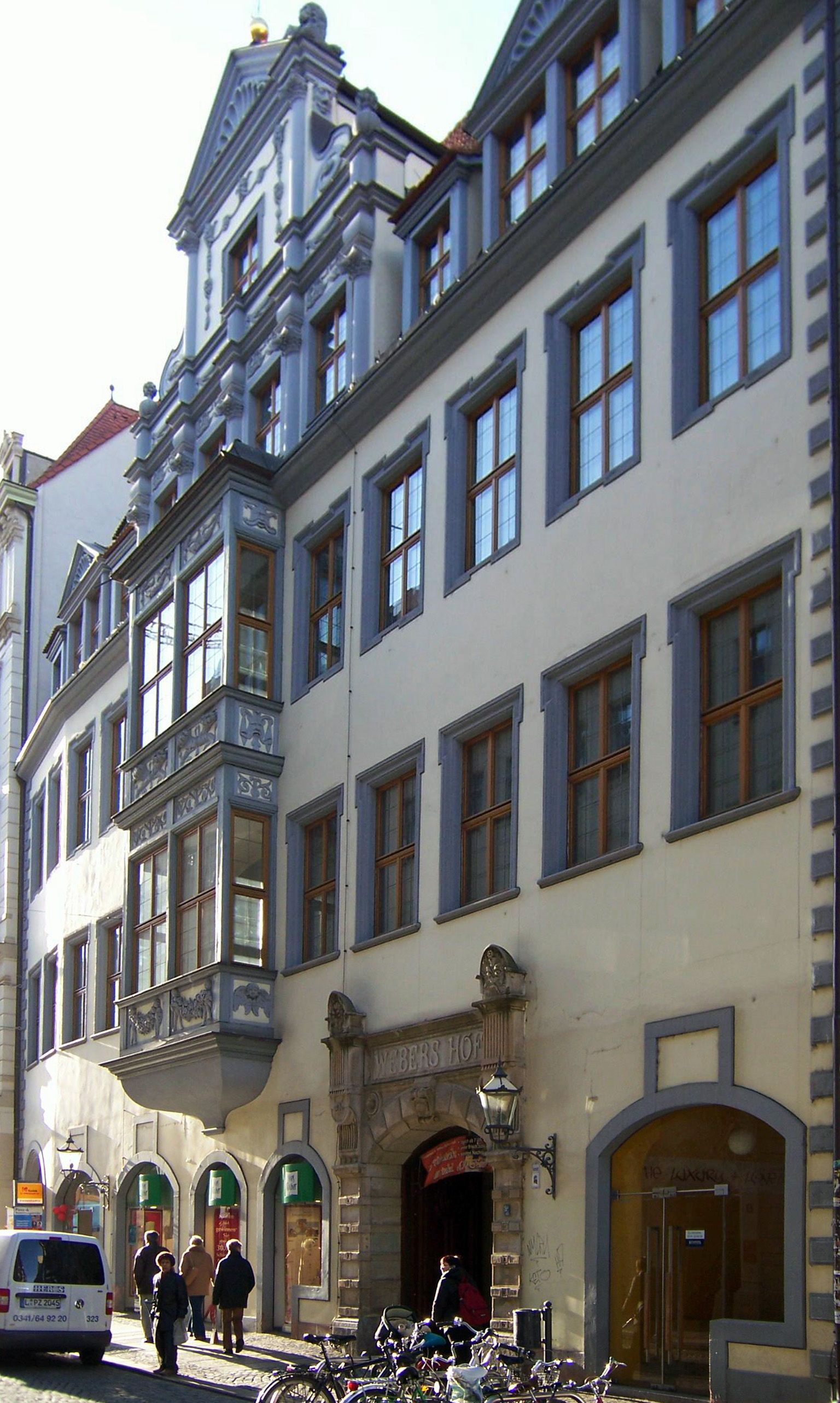
Webers Hof (2007)
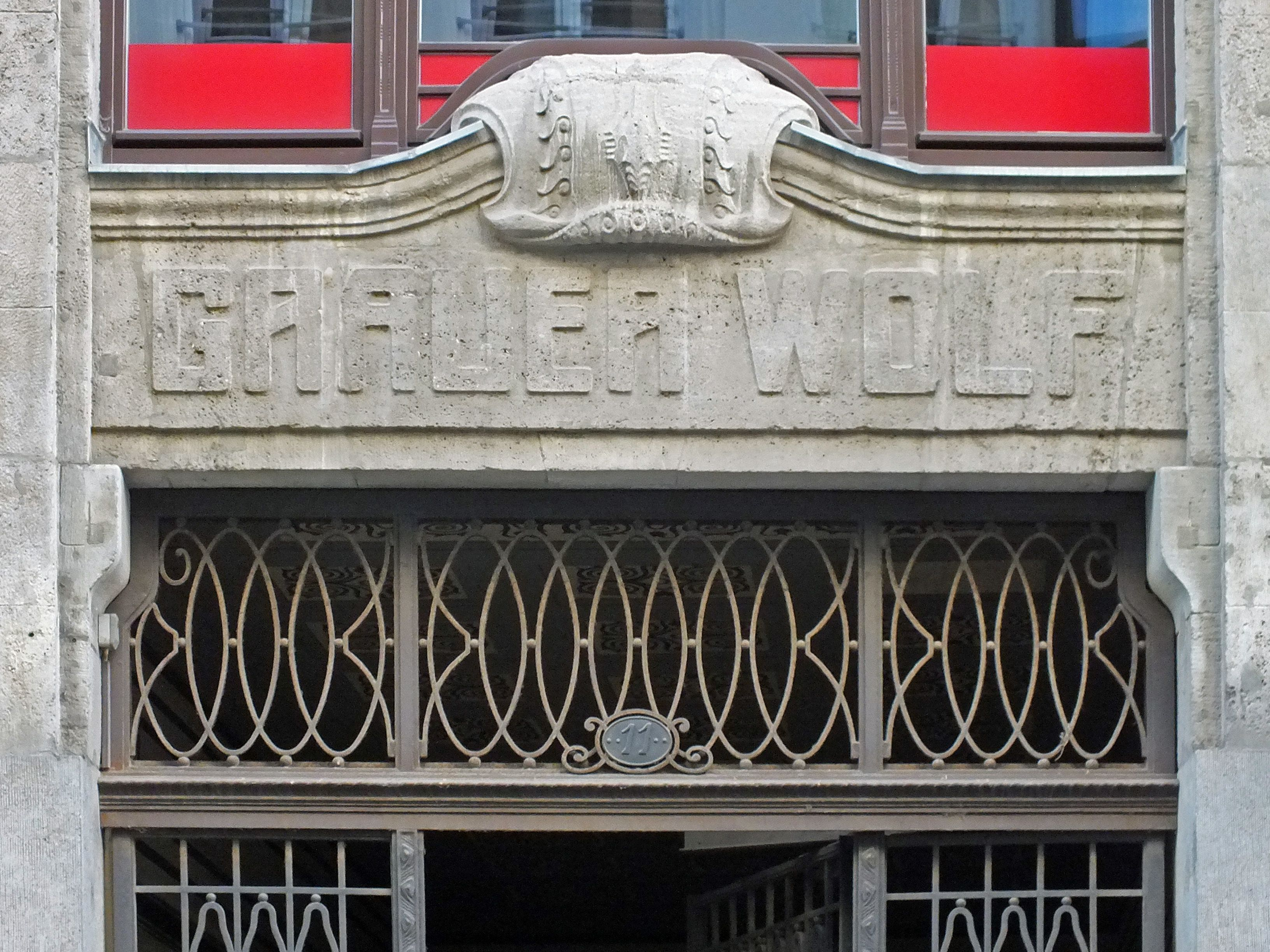
Eingang Grauer Wolf (2017)
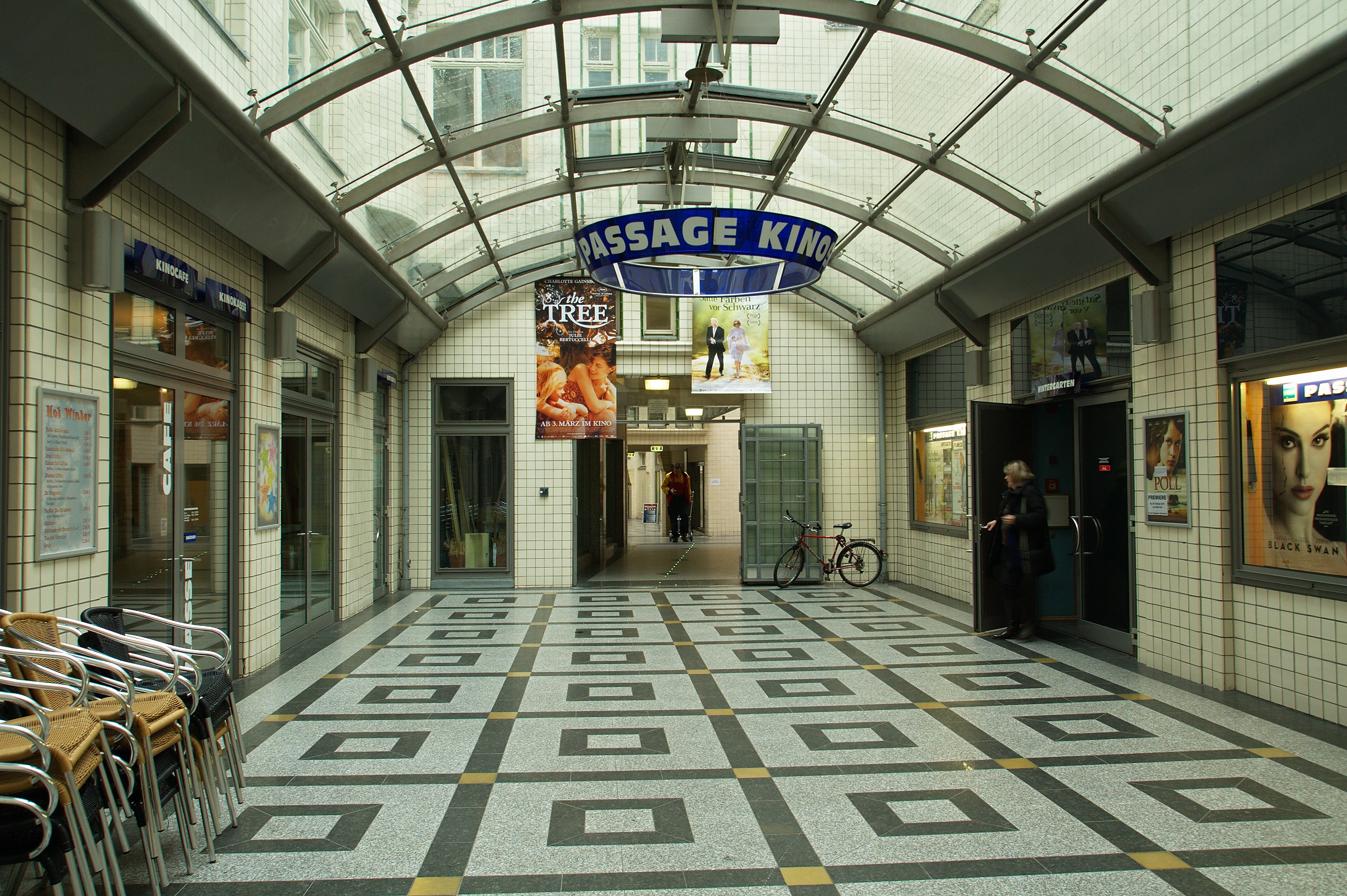
Im restaurierten Jägerhof (2011)
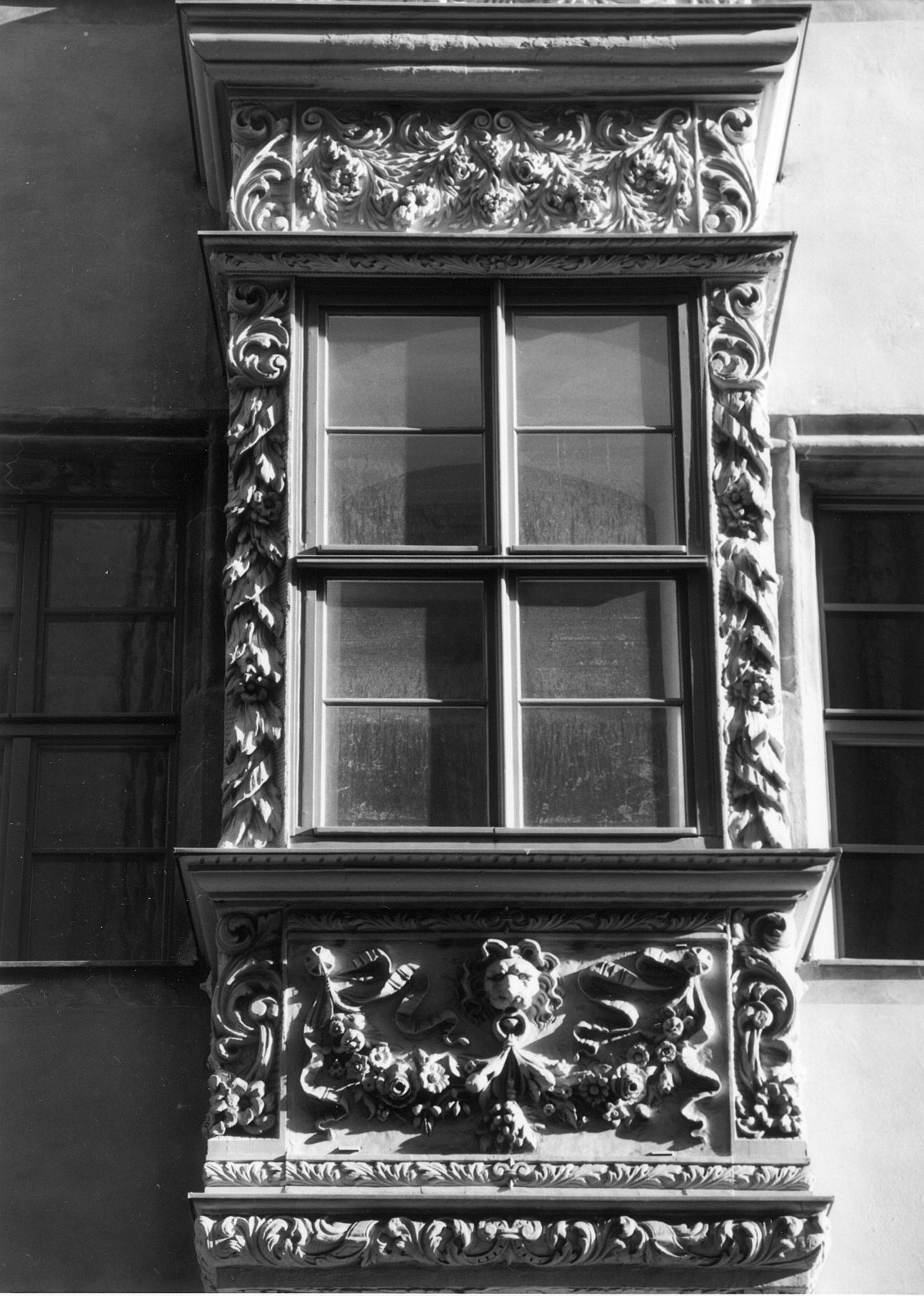
Barockerker am Haus Nr. 8 (2017)
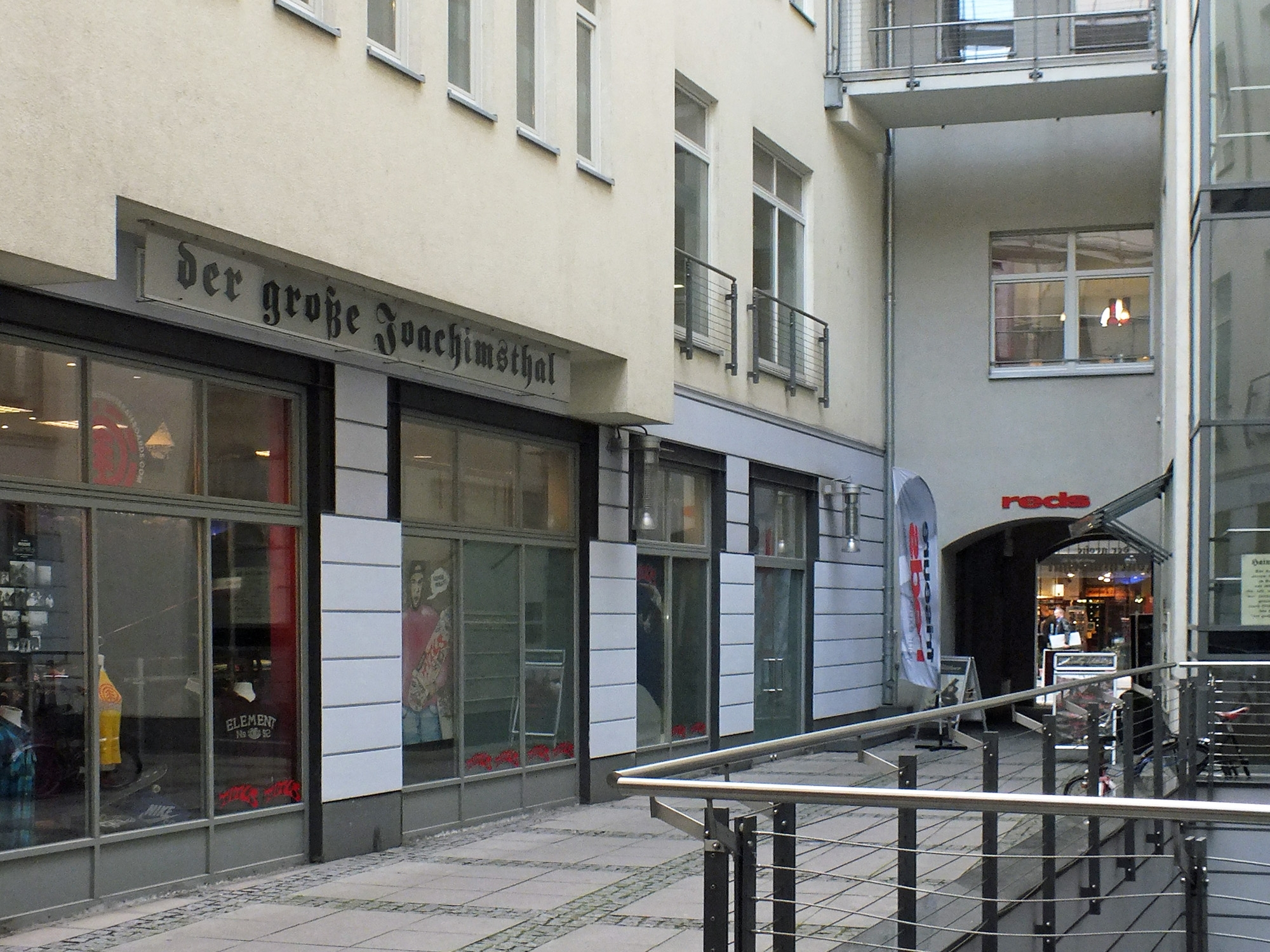
Der Große Joachimsthal (2011)
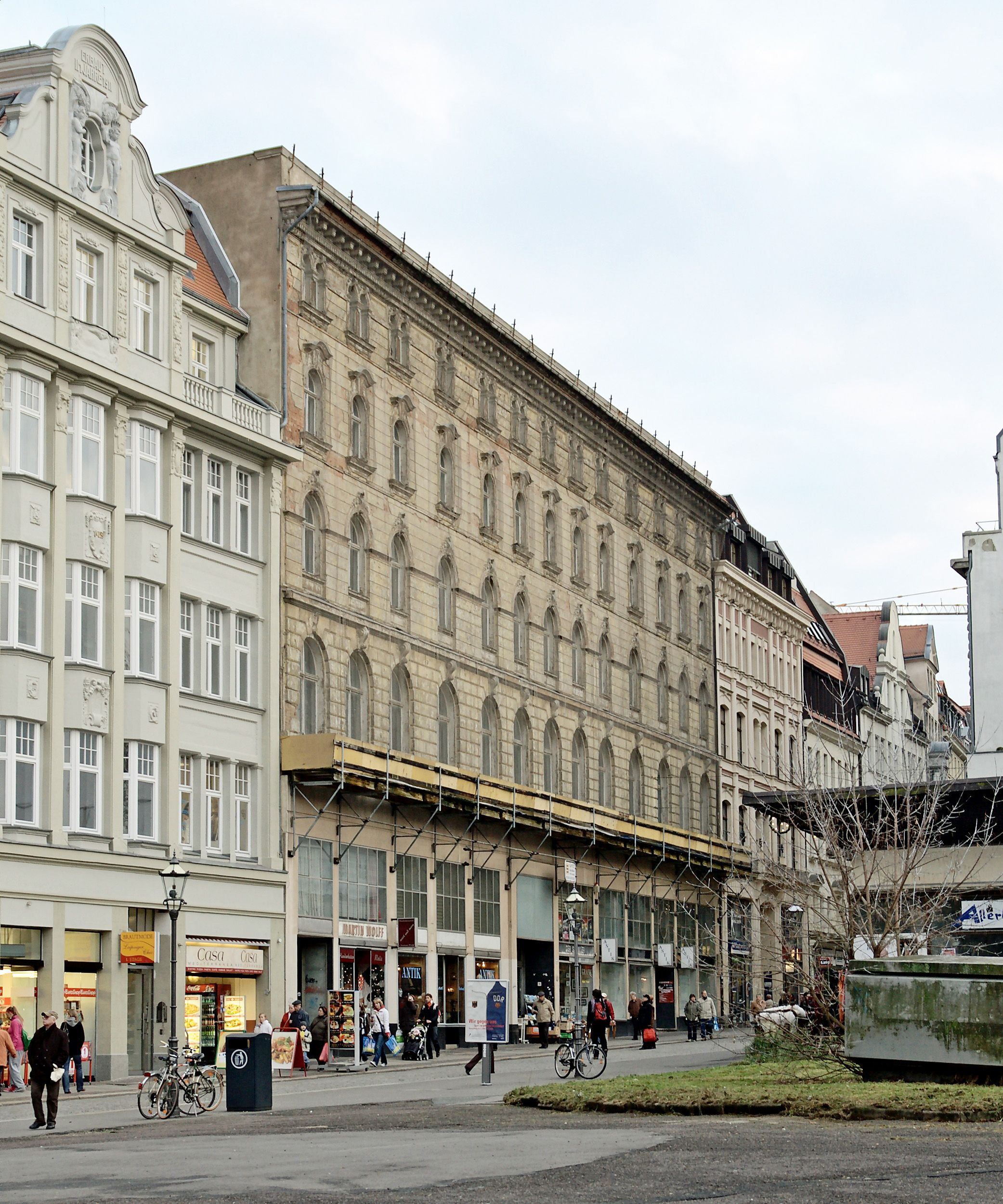
Hôtel de Pologne (2009)

Die Häuser der Ostseite Nr. 4, 6, 8, und 10  wie auch einige auf der Gegenseite weisen sehenswerte Erker auf; der schönste dürfte der Barockerker am Haus Nr. 8 sein. In Nr. 10 beginnt die Passage Der Große Joachimsthal, die zur Katharinenstraße 13 führt. Das Haus Blauer und Goldener Stern besitzt einen Durchgang zu Kretschmanns Hof in der Katharinenstraße. Das 1847/1848 von Eduard Pötzsch (1803–1889) erbaute Hôtel de Pologne (Nr. 16–18) und zu dieser Zeit das größte Hotel der Stadt ist nach wechselvoller Geschichte seit 2014 ein Bürogebäude mit Geschäften im Erdgeschoss. Die beiden historischen Säle sind restauriert und werden zu festlichen Veranstaltungen und Konferenzen genutzt.

## Erreichbarkeit
Die Hainstraße ist eine Fußgängerzone in einer 1A-Geschäftslage. Anschluss an den öffentlichen Personennahverkehr besteht im Norden durch die Straßenbahn-Umsteigehaltestelle Goerdelerring, im Süden durch den unterirdischen Haltepunkt Leipzig Markt der S-Bahn Mitteldeutschland.